# Ignacio Romero Raizábal

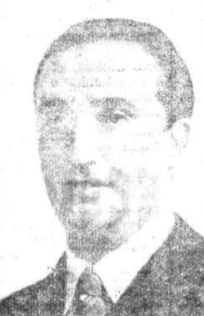
Ignacio Romero Raizábal

Ignacio Romero Raizábal (Santander, 1901-ibíd., 8 de febrero de 1975) fue un escritor español. 

## Biografía
Odontólogo de profesión y militante tradicionalista, fue conocido por sus numerosas obras de temática carlista. Fue director de la revista Tradición y colaborador en otros periódicos y revistas. Realizó viajes por África y América. Fue secretario del pretendiente carlista Javier de Borbón Parma.
Cultivó la novela, la poesía y la prosa, destacando sus relatos históricos y anecdóticos. Su estilo literario se caracteriza por la defensa del ideario tradicionalista y una profunda religiosidad. Empleó en su lenguaje léxico propiamente cántabro como los diminutivos terminados en uco y ucu, entre otros.

## Obras
- Un alto en el camino (libro de versos) (1925)
- La novia coqueta (1928)
- Montón de besos (1928)
- Los tres cuernos de Satanás (1931)
- Rosario de Amor (1934)
- Cancionero de la novia formal (1934)
- Vía Crucis en sonetos (1936)
- En el nombre del Padre (1936)
- Boinas rojas (1933)
- Cancionero carlista (1938)
- La promesa del tulipán (Novela de la guerra) (1938)
- Boinas rojas en Austria (1936)
- Montemolín, enamorado (1938)
- Regalo de boda (1939)
- La Paloma que venció a la Serpiente (estampa mejicana) (1943)
- En el pais del Chile y de los rascacielos (1944)
- Inés Tenorio (1947)
- Sendero de luz (estampas franciscanas) (1947)
- Almas distantes (1949)
- Alma en otoño (novela) (1949)
- Andanzas de un cura (1949)
- A la hora de la Salve... (1950)
- Descubrimiento y anecdotario de la trapa (1951)
- Como hermanos (novela) (1951)
- El epigrama. Su elogio y varapalo (1952)
- Héroes de romance (cosas de requetés) (1952)
- 25 hombres en fila (1952)
- Media hora trágica (1953)
- Emilio Cortiguera. Selección y estudio de (1953)
- Era un monje perfecto (silueta bernardina) (1954)
- Altar y trono (1960)
- El príncipe requeté (1965)
- El carlismo en el Vaticano (1968)
- El prisionero de Dachau (1972)